# Пайк Тауншип (округ Клірфілд, Пенсільванія)
Пайк Тауншип (англ. Pike Township) — селище (англ. township) в США, в окрузі Клірфілд штату Пенсільванія. Населення — 2298 осіб (2020).

## Демографія
Згідно з переписом 2010 року, у селищі мешкало 2311 осіб у 952 домогосподарствах у складі 695 родин. Було 1064 помешкання
Расовий склад населення:
| - 99,2 % — білих - 0,3 % — чорних або афроамериканців - 0,1 % — азіатів |

До двох чи більше рас належало 0,3 %. Частка іспаномовних становила 0,8 % від усіх жителів.
За віковим діапазоном населення розподілялося таким чином: 20,6 % — особи молодші 18 років, 62,4 % — особи у віці 18—64 років, 17,0 % — особи у віці 65 років та старші. Медіана віку мешканця становила 46,4 року. На 100 осіб жіночої статі у селищі припадало 102,7 чоловіків;  на 100 жінок у віці від 18 років та старших — 99,1 чоловіків також старших 18 років.
Середній дохід на одне домашнє господарство  становив 60 583 долари США (медіана — 40 071), а середній дохід на одну сім'ю — 72 834 долари (медіана — 47 857). Медіана доходів становила 40 042 долари для чоловіків та 31 591 долар для жінок. За межею бідності перебувало 12,0 % осіб, у тому числі 12,1 % дітей у віці до 18 років та 6,2 % осіб у віці 65 років та старших.
Цивільне працевлаштоване населення становило 949 осіб. Основні галузі зайнятості: освіта, охорона здоров'я та соціальна допомога — 19,5 %, роздрібна торгівля — 16,6 %, виробництво — 12,4 %, будівництво — 10,4 %.